# Soviet delle Nazionalità
Il Soviet delle Nazionalità (in russo Совет Национальностей?, Sovet Nacional'nostej) era, con il Soviet dell'Unione, una delle due camere in cui era suddiviso il Soviet Supremo dell'URSS.
Esso rappresentava le singole realtà nazionali dell'Unione Sovietica, svolgendo il proprio mandato tenendo in particolare considerazione i loro interessi in base alle specificità nazionali nell'ambito dell'economia, della cultura e della vita quotidiana.

## Storia
Il Soviet dell'Unione e il Soviet delle Nazionalità furono istituiti come camere del Soviet Supremo dell'URSS dalla Costituzione sovietica del 1936 e si insediarono nel gennaio 1938. Tale strutturazione bicamerale riprendeva quella del Comitato esecutivo centrale, che aveva svolto fino al 1938 le funzioni di organo superiore del potere statale negli intervalli tra le sessioni del Congresso dei Soviet dell'URSS.
Se fino al 1938 le camere erano però elette dal Congresso dei Soviet, dopo la nascita del Soviet Supremo esse venivano elette a suffragio universale. Con l'istituzione del Congresso dei deputati del popolo (1989) il Soviet Supremo ne divenne espressione, tornando a venire eletto in modalità indiretta.

## Sistema elettorale e struttura
I deputati del Soviet delle Nazionalità, fino al 1989, venivano eletti per legislature quadriennali a suffragio universale, uguale e diretto e a scrutinio segreto. Esso garantiva la rappresentanza di 25 deputati per ogni Repubblica federata (32 secondo la Costituzione del 1977), 11 per ogni Repubblica autonoma, cinque per ogni oblast' autonoma e uno per ogni circondario nazionale.

L'elettore di ciascuna delle circoscrizioni previste per le due camere era chiamato ad esprimere un voto favorevole o contrario a un candidato precedentemente selezionato in apposite assemblee preelettorali tra quelli proposti da tutte le organizzazioni territoriali.
Le due camere così formate godevano di uguali diritti e le leggi si consideravano approvate se votate da entrambe. In caso di disaccordo si formava una commissione di conciliazione, e in caso di ulteriore disaccordo le camere riesaminavano il testo, fino all'eventuale scioglimento anticipato della legislatura da parte del Presidium del Soviet Supremo.
Il Soviet delle Nazionalità eleggeva un Presidente, che dirigeva le riunioni della Camera, quattro vicepresidenti e sedici commissioni permanenti:
- mandati;
- proposte legislative;
- pianificazione del bilancio;
- affari esteri;
- affari giovanili;
- industria;
- trasporti e comunicazioni;
- costruzione e industria dei materiali da costruzione;
- agricoltura;
- merci;
- istruzione pubblica;
- sanità e sicurezza sociale;
- scienza e cultura;
- commercio;
- servizi per il cittadino e economia municipale;
- ambiente.